# اقتصاد اليابان
تعد اليابان واحدة من أكثر الدول تقدماً في العالم. ويحتل الناتج القومي الإجمالي (قيمة السلع والخدمات المنتجة في اليابان خلال عام واحد) المرتبة الثالثة على مستوى العالم، كما تتمتع العلامات التجارية اليابانية مثل «تويوتا»، و«سوني»، «فوجي فيلم» و«باناسونيك» بشهرة عالمية.
استمدت اليابان مكانتها العالمية بالاعتماد على الصناعة الثقيلة القائمة على تحويل المواد الأولية المستوردة فهي أول منتج للحديد والصلب في العالم وثالث قوة في تكرير البترول. أول منتج للسيارات وتساهم ب40بالمئة من الإنتاج العالمي للسفن
اليابان ثالث قوة تجارية في العالم ويسجل الميزان التجاري الياباني ربحا سنويا وذلك بتصدير المواد المصنعة ووضع قيود جمركية على المواد المصنعة الأجنبية وبذلك يساهم ب7بالمئة من التجارة العالمية.
يعد التصنيع إحدى ركائز القوة الاقتصادية اليابانية، ولكن مع ذلك، تمتلك اليابان القليل من الموارد الطبيعية. لذلك فإن أحد الأساليب التي تتبعها الشركات اليابانية تتمثل في استيراد المواد الخام وتحويلها لمنتجات تباع محلياً أو يتم تصديرها.
يعد استخدام الإنسان الآلي () أحد أهم المجالات الواعدة للنمو الاقتصادي المستقبلي، والذي تتفوق فيه التكنولوجيا اليابانية على باقي دول العالم. يستطيع أسيمو وهو إنسان آلي شبيه بالبشر قامت شركة «هوندا» بتطويره، السير على قدمين والتحدث بلغات إنسانية. وفي المستقبل القريب، ستشترك الروبوتات الآلية بالعمل في عدد من المجالات وقد يصل الأمر إلى درجة أن تتعايش الروبوتات جنباً إلى جنب بجوار الإنسان، كما نشاهد في أفلام الخيال العلمي.

## الصناعة اليابانية
تعتبر الصناعة واحدة من ركائز القوة الاقتصادية اليابانية. ففي هذا القطاع تأتي اليابان في المركز الثاني عالميا بعد الولايات المتحدة الأمريكية. فهي إذن محرك وعصب الاقتصاد والمجسد الحقيقي للنجاح والتفوق الياباني.
تقوم الصناعة على نوعين من المؤسسات:
- المجموعات الصناعية العملاقة: الكيريستسو، مثل ميتسوبيشي، سوميتومو، ميتسوي، فهذه التكتلات لمختلف الشركات الصناعية وعلى غرار شركة «فوجي» تتمحور في أغلب الأحيان حول البنوك، معتمدة في ذلك على الشركات التجارية، سوجو سوشا، وعلى دعم الدولة وبالخصوص عن طريق وزارة الصناعة.
- المؤسسات والشركات التي تكفل التعاقد، تضمن بالتقريب الثلث من الإنتاج الصناعي وقد استطاعت أن تثبت قدرتها الكبيرة على التكيف في حالة الأزمات الاقتصادية، كما أنها صمام أمان بالنسبة للشركات العملاقة. هذا النظام يتيح قدرا كبيرا من المرونة وسهولة التكييف الاقتصادي.
إن القدرة المالية للمجمعات الكبيرة تدعم الاستثمار في البحث والتطوير وغزو الأسواق الجديدة.
نوعية وإستراتيجية الصناعة اليابانية:
أهم الصناعات:في البداية كانت الصناعة اليابانية تعتمد أساسا على قطاع النسيج وعلى الصناعات الأساسية.
اليابان هي ثاني أكبر منتج عالمي للفولاذ، وتحتل مركزا مهيمنا في مجال بناء السفن وهي تملك ثاني أكبر اسطول تجاري في العالم.
واعتبارا من سنة 1960 أعطت اليابان الأولوية لصناعة السيارات والإلكترونيات، كذلك فهي تقوم بتمويل واردات هذه الصناعة ومعداتها اللازمة، من أجل أن تصبح أكثر قدرة على التنافس والتكيف مع الطلب العالمي.
ومن ثم قامت اليابان بعد ذلك بتغيير الإستراتيجية، مانحة بذلك الامتياز للروبوتيزم أو صناعة الرجل الآلي (فوزي) والتكنولوجيا عالية التقنية، على أن يتم التركيز خصوصا على الجودة،
هكذا يظهر النموذج الياباني، معتمدا أساسا على تشكيل فرق إنتاجية صغيرة مكونة من عمال متعددي المواهب يستطيعون القيام بعدة مهام (و بالتالي الخروج من التقليد). وهنا يتجلى الهدف النوعي الموضوع وهو احترام «الخمسة أصفار»: «صفر مخزون، صفر أخطاء، صفر أوراق، صفر أعطاب، صفر تأجيل»
عقب أزمة أعوام 1990 أخذت الصناعة اليابانية منعطفا جديدا من إعادة تنظيم الصناعة التقليدية، حتى أنها قامت بالتخلي عن بعض النشاطات الاقتصادية في آسيا والمحيط الهادي وركزت على صناعة التكنولوجيا المتقدمة، كما أن البحث والتطوير بدأ يحتل موقعا متزايد الأهمية.
الصناعة الميكانيكية:
صناعة السيارات هي إحدى القطاعات الرئيسية في اليابان. والذي أصبح واحدا من أكبر مصدري العالم للسيارات.
يحتل اليابان المراتب الأولى في إنتاج السيارات فالشركات اليابانية مثل تويوتا، نيسان، هوندا) قامت بإنتاج 100.2 مليون سيارة وهذا سنة 2006، كما نلاحظ سيادة يابانية في تصنيع الدراجات حيث أن ثلاثة ارباع الدراجات في العالم هي باتنية الصنع (هوندا، كاوازاكي، ياماها...) كما أنها تحتل المرتبة الأولى في صناعة آلات الورش..
الصناعة التقليدية:
عرفت عملية تنظيم الإنتاج تحولات عميقة، إذ نجد اليابان يستعد للتراجع عن بعض النشاطات:
الصناعة الثقيلة:
قام اليابان بتحديثها، وتطوير طرق إنتاجها ولم يترك قطاعا إلا ومسه التطوير والتحديث،
صناعة النسيج:
استمر لعدة أعوام حالة ضعف، ليتحول بعدها اليابان إلى صناعة أقمشة جديدة هي ثمرة أبحاث علمية بسبب إعادة التنظيم والهيكلة للصناعة اليابانية.
بناء السفن:
تبقى اليابان محافظة على مركزها الأول عالميا والتي تبقى بالتناوب بين اليابان وكوريا الجنوبية

### صناعة التكنولوجيا الدقيقة
الصناعة الإلكترونية الدقيقة هي اختصاص ياباني، وأحد رموز التفوق والنجاح لهذا البلد.
اليابان هي أول بلد منتج للإلكترونيات في العالم (أجهزة التلفزيون، مسجلات الفيديو، أجهزة التسجيل، وهي تعتبر أيضا أول بلد منتج للروبوتات في العالم (الإنسان الآلي: الروبوتيك) ويحتل مكانة لا بأس بها في مجال الإعلام الآلي، والبيروتيك (الآلات الناسخة).
يحتل اليابان المركز الثاني في مجال الاتصالات، التكنولوجيا الحيوية والسعي إلى تطوير مواد جديدة، إلا أنه ما زال يعاني من ضعف في مجالات الصناعات الدوائية والجو والفضاء.
صناعة

## جودة ونوعية المنتج الياباني
بعد سنوات الحرب العالمية الثانية المدمرة كانت اليابان في ذلك الوقت في بداية إعادة الإعمار والبناء الصناعي والاقتصادي مرة أخرى، فتم دعوة الدكتور إدوارد ديمنج والمهندس جوزيف جوران (صاحبا نظرية الجودة) لإلقاء عدة محاضرات في اليابان أمام رجال الأعمال والصناعيين والمهندسين والعمال وفي الجامعات اليابانية.
وقد لاقت نظرية الجودة ومبدأ النوعية صدى واسع جدا باليابان وتبنتها جميع المصانع والمعامل حتى أصبحت مطبقة في جميع أنحاء اليابان بشكل جدي جدا وتم اخضاع كل السلع والمنتجات اليابانية لاختبارات قاسية جدا للكشف عن العيوب التصنيعية والخلل أثناء الإنتاج.
وقد أدت هذه الخطوة الهامة إلى تحسن سمعة السلع والمنتجات اليابانية على مستوى العالم لأن أي سلعة أو منتج لا تخرج من المصنع الا وقد تم اجتيازها لاختيارات الجودة والنوعية مما جعل المستهلك يقبل عليها سواء بالولايات المتحدة أو خارجها نظرا لجودتها وخلوها من العيوب التصنيعية.
وقد أدى هذا التطبيق إلى كسب ثقة المستهلك عالميا وإلى قفز حصة المنتجات اليابانية بالسوق الأمريكية من 4 % إلى 20 % خلال سنوات قليلة وإلى نسبة أكبر خلال السنوات التالية مما أدى تكدس المنتجات والسلع الأمريكية المَنشأ بالمخازن وعزوف المستهلكين عنها.
ولقد أساءت الشركات والمصانع الأمريكية في ذلك الوقت فهم الحقيقة الجديدة والحادثة بالسوق وأعادت ظاهرة اتجاه الزبائن لتلك المنتجات اليابانية إلى عامل السعر الأقل فعمدت إلى ضرب الأسعار وتخفيضها!
و الحقيقة أن سوء فهم الموضوع كبد الشركات والمصانع الأمريكية الكثير مما أدى إلى خروج الكثير منها من السوق وبالتالي إلى زيادة حصة المنتجات اليابانية وهيمنتها بالسوق الأمريكية والعالمية.
وبعد سنوات من الحيرة تمكن الأمريكان من الوصول إلى السر وبدؤا بتطبيق نظرية الجودة.
السر الياباني: وهو مبدأ جديد ومتطور اسمه (الجودة الشاملة) التي طورها اليابانيون بعد تطبيقهم لمبدأ الجودة والنوعية (التي كانت أمريكية بالأصل) وهي تتلخص في التركيز على تطوير جودة كل خطوة من خطوات الإنتاج والوقاية من الخطأ قبل حدوثه وبالتالي عدم تأثر المنتج النهائي بأي خطأ.
فاليابانيون بعد أن كانوا يستوردون الجودة أصبحوا مصدرين لها وأصبح العالم باكملة يحاول أن يلحق بالركب الياباني في تقديم المنتجات بجودة تماثل جودة المنتجات اليابانية..
(في حديث لمسؤول كبير في إحدى المؤسسات الأمريكية تعمل في مجال التقنية المتقدمة يقول: (لقد هزمتنا اليابان في أي حقل يختارونه: في صناعة الراديوهات، التلفزيونات والسيارات وغيرها من الصناعات، لقد تغلبوا علينا في جودة المنتجات والأسعار المنخفضة، والآن يتغلبون علينا في مجال الإبداع..)
(تبدأ القصة بعد الحرب العالمية الثانية حيث خرجت اليابان منها مهزومة محطمة، وكانت سياسة السلطات الأمريكية لليابان تهدف إلى إقالة اليابان من عثرتها وإعادة تكوينها لتصبح ضمن المعسكر الغربي، ولكن تلك السياسة لم تكن تهدف ولا تتصور أن ما تقدمه من مساعدة لليابان يمكن أن تخرج هذا العملاق مرة أخرى من قمقمه... فتساهلت الولايات المتحدة في نقل التقنية الأمريكية لليابان بل شجعت على ذلك وكانت شركة سوني شركة يابانية مغمورة وناشئة، ولكنها كانت طموحة وذات بصيرة نافذة، فتولت زمام المبادرة في بدء رحلة نقل التقنية الإلكترونية لليابان، وكان ذلك عندما تمكنت من شراء رخصة تصنيع جهاز الترانزستور في اليابان من شركة بل الأمريكية مقابل 25000 دولار.
وكان هذا شأن الشركات اليابانية الأخرى التي استخدمت نفس الإستراتيجية التي تتمثل في شراء رخص التصنيع لمنتج أمريكي ما، ثم تعمل على تقليد التصميم وتنتجه بعد أن تضيف إليه تحسينات تجعله أكثر جودة وبتكاليف أقل وأسعار أقل، واستمر اليابانيون يسلكون هذا الطريق لعدة عقود من الزمن دون أن يتنبه الأمريكيون لخطورة هذا الوضع، ولم يدركوا ذلك إلا مؤخراً عندما اشتدت المنافسة اليابانية للمنتجات الأمريكية والأوروبية، فأخذت حكومات تلك الدول والشركات الخاصة فيها تضع القيود والأنظمة التي تحد من نقل التقنية لليابان أو تمنعها إن كان ذلك في مقدروها، ولكن ذلك التنبة جاء بعد فوات الأوان، لأن اليابان كانت قد بلغت مرحلة النضج، وتجاوزت مرحلة التقليد والتبني إلى مرحلة الأبحاث الذاتية والإبداعات الذاتية التي جعلتها مصدراً غنياً للتقنية، وفي مركز قوي يفرض حتمية تبادل التقنيات المختلفة مع تلك الدول.

## دراسة التقنية
لقد استطاعت الشركات اليابانية وغيرها من المنظمات اليابانية خلال الفترة من عام 1951م وحتى مارس 1984م الدخول في عقود بلغت حوالي 42.000 عقداً لاستيراد التقنية لليابان من الخارج، وكانت تلك التقنيات تمثل خلاصة وأفضل ما توصلت إليه الدول المتقدمة، وكان للأسلوب الياباني في اختيار هذه التقنيات دور كبير في نجاح نقل التقنية. فاليابانيون لم يكونوا مهتمين بنقل أي نوع من التقنية، ولكنهم كانوا حريصون على اختيار الأفضل، وكان سبيلهم إلى ذلك يتمثل في إرسال موجات من المتخصصين اليابانيين لدراسة التقنية المرغوب نقلها بدقة وعمق فيحققون بذلك أكثر من هدف:
الأول: هو التعرف عن كثب على نوعية التقنية وخصائصها من مصادرها، وفي نفس الوقت يحاولون الحصول على ما يتعلق بها من رسومات وتصاميم ومعلومات.
أما الهدف الثاني: فإنه يتمثل في استغلال مرحلة الدراسة هذه للتحضير لمرحلة التحسينات التي سوف يضيفونها على المنتج قبل إعادة إنتاجه وبالتالي مفاجأة المنتجين الأصليين في وقت قصير عادة بالتعديلات والتحسينات التي يضيفونها إلى المنتج فتجعله أكثر جودة وأقل سعراً، ويمهد لهم الطريق لتعزيز منافستهم وكسب الأسواق بصورة اقتحامية مذهلة... لقد كانت الكمية الضخمة من الرخص التقنية المتنوعة من أهم الأسباب التي ساعدت اليابانيين على بناء قاعدتهم الصناعية المتطورة، ومن المذهل أن ما دفعته اليابان مقابل كل هذه العقود وعلى مدى هذه السنوات القليلة لم يتجاوز مبلغ 17 مليار دولار أمريكي، والذي يمثل جزءاً بسيطاً جداً من الميزانية السنوية للأبحاث في الولايات المتحدة الأمريكية !
لقد أثبت اليابانيون في هذا المجال مثل العديد من مجالات التنمية الأخرى بأنهم ذوو بصيرة نافذة، فقد كان أمامهم طريقان لتنمية وتطوير التقنية اليابانية: إما صنعها بأنفسهم أو شرائها من الخارج. وكان قرارهم حاسماً وهو اختيار البديل الثاني أي شراء التقنية، أما بالنسبة لبائعي التقنية فقد كانت النتيجة مدمرة، فالتقنية التي يبيعونها لليابانين تعود إلى أسواقهم في شكل أجود محدثة لهم كابوساً ومنافسة مزعجة، ولكن البائعين كانوا ينظرون إلى عملية البيع باعتبارها صفقة تجارية ومصدراً للدخل ولم يخطر في بالهم ما يمكن أن يحدثه ذلك من تطورات ومنافسة تهدد مصالحهم ومراكزهم، وهي الحقيقة التي لم يكتشفوها إلا مؤخراً مما أحدث لديهم رد فعل ليس في مواجهة اليابان فقط، ولكن كمبدأ عام في نقل التقنية لجميع الدول، وبدأت تبرز عبارات مثل «نحن نريد الآن أن نبيع حليباً أكثر من أن نبيع بقراً»!!

## الأزمة المالية والركود
عانت اليابان كسائر الدول المتقدمة من تبعات أزمة الرهن العقاري حيث انخفض انفاق المستهلكين لديها وارتفع الين الياباني الأمر الذي أدى إلى تراجع صادرتها وانهارت اسواقها وتراجع طلب السيارات وازدادت نسبة العاطلين عن العمل الأمر الذي أدى الحكومة اليابانية إلى الإعلان عن انتهاء أطول فترة ازدهار اقتصادي للبلاد في سبتمبر 2008 ومع اشتداد الازمة وتراجع الاقتصاد بكل قطاعاته اعلنت الحكومة اليابانية رسميا دخول الركود للمرة الأولى منذ سبع سنوات.